# Bülent Tanör
Bülent Tanör (* 1940 in Istanbul; † 28. November 2002 ebenda) war ein türkischer Rechtswissenschaftler.

## Leben
Nach seinem Abitur am Galatasaray-Gymnasium studierte Tanör Rechtswissenschaften an der Juristischen Fakultät der Universität Istanbul. Im Jahr 1963 wurde er wissenschaftlicher Mitarbeiter und promovierte 1969. Nach dem Militärputsch vom 12. September 1980 und der Verhängung des Belagerungszustands 1983 wurde er dem Gesetz Nr. 1402 vom 13. Mai 1971 entsprechend entlassen. Zwischen 1983 und 1990 war er Lehrbeauftragter an den Universitäten Paris-Nanterre, Burgund und Genf. 1990 kehrte er an die Universität Istanbul zurück und wurde 1992 Professor. 2001 wurde er erneut von der Universität Istanbul freigestellt, wurde aber Professor an der Galatasaray Üniversitesi.
Tanör befasste sich mit Verfassungsrecht und Menschenrechten. Er war ein Vertreter des Republikanismus und der Demokratie.
1998 erhielt er den Sedat-Simavi-Preis für Sozialwissenschaften.
Am 28. November 2002 verstarb Tanör infolge seiner Krebserkrankung.

## Schriften
- Anayasal Gelişme Tezleri, 2008, Yapı Kredi Yayınları, ISBN 9789750813603.
- 1982 Anayasası'na Göre Türk Anayasa Hukuku, 2002, Beta yayınları, ISBN 9789752954168.
- Osmanlı-Türk Anayasal Gelişmeleri (1789–1980): (OTAG). 18. Auflage. Yapı Kredi Yayınları, İstanbul März 2009, ISBN 978-975-363-688-9.
- Türkiye'de Kongre İktidarları, 2002, Yapı Kredi Yayınları, ISBN 9789753638654
- Kurtuluş - Kuruluş, 1999, Cumhuriyet Kitapları, ISBN 9789757720140
- Türkiye'nin İnsan Hakları Sorunu, 1994, BDS Yayınları.
- İki Anayasa, 1982, Yapı Kredi Yayınları, ISBN 975-363-688-1.